# I Have No Mouth, and I Must Scream
I Have No Mouth, and I Must Scream ist ein postapokalyptisches Adventure-Computerspiel, basierend auf der gleichnamigen, mit dem Hugo Award prämierten Kurzgeschichte des amerikanischen Autors Harlan Ellison (dt. Titel: Ich muss schreien und habe keinen Mund). Entwickelt vom amerikanischen Studio Cyberdreams in Kooperation mit The Dreamers Guild und Harlan Ellison, erschien es 1995 für MS-DOS und Mac OS. Später gingen die Rechte an Nightdive Studios, die das Spiel 2013 wiederveröffentlichten und in Kooperation mit DotEmu 2016 für iOS und Android portierten.

## Handlung
In einer fernen Zukunft hat ein Supercomputer mit der Bezeichnung AM (kurz für Allied Mastercomputer) die Menschheit nahezu vollständig ausgelöscht. Die letzten fünf Überlebenden hält der Rechner seit mehr als hundert Jahren in seinen Speicherbänken gefangen, um sie zu seiner allgemeinen Belustigung in vorgegaukelten Scheinwelten mit ihren größten Alpträumen zu foltern:
- den lebensmüden Gorrister plagen Schuldgefühle wegen der Einweisung seiner Frau in eine psychiatrische Anstalt
- Ellen leidet unter Klaustrophobie und hat panische Angst vor der Farbe Gelb
- Nimdok war einst Assistent bei den brutalen Menschenversuchen des NS-Arztes Josef Mengele
- Benny wurde von AM vollständig verunstaltet und in eine menschenaffenähnliche Gestalt verwandelt
- Ted wird von schwerer Paranoia geplagt

Jeder dieser Protagonisten wird in ein individuelles Schreckensszenario geschickt, für das der Spieler bestenfalls eine Lösung finden muss, mit der AM nicht gerechnet hat. Das Spiel besitzt sieben unterschiedliche, meist negative Spielenden.

## Entwicklung
I Have No Mouth war nach Dark Seed und Cyber Race eine weitere Kooperation von Cyberdreams mit einem Künstler außerhalb der Spielebranche. Harlan Ellison, der selbst kein Computerspieler war, stimmte unter anderem zu, weil er in der Erschaffung eines Computerspiels eine reizvolle Herausforderung für sich selbst sah. Cyberdreams engagierte David Sears als Autor, der in enger Zusammenarbeit mit Ellison die Handlung der ursprünglichen Kurzgeschichte für das Computerspiel adaptieren sollte. Gemeinsam passten sie die Handlungscharaktere für das Spiel an und arbeiteten tiefergehende Hintergründe für sie aus. Cyberdreams-Produzent David Mullich half schließlich dabei, den Entwurf in eine für ein Computerspiel passende Form zu bringen. Die finale Programmierung erfolgte dann jedoch beim Entwicklerstudio The Dreamer’s Guild, das bereits eine passende Computerspiel-Engine für das Projekt hatte. Harlan Ellison vertonte selbst den Supercomputer AM. Der MIDI-Soundtrack des Spiels wurde von John Ottman komponiert.
Unter anderem in der deutschen Fassung wurde die Spielfigur Nimdok wegen des NS-Hintergrunds mitsamt ihres Handlungsstranges aus dem Spiel entfernt. Da der Spieler in Nimdoks Handlungsbogen ein für den Abschluss wichtiges Passwort erhält, kann das Spiel daher auf regulärem Weg nicht erfolgreich beendet werden. Am 27. März 2016 wurde ein inoffizieller Patch vorgestellt, welcher die englischsprachige Version in eine Version mit deutschen Untertiteln ersetzt. Hierbei wurden sämtliche Texte vom Nimdok-Charakter übersetzt.
Im September 2013 wurde das Spiel durch die Nightdive Studios wiederveröffentlicht. In Kooperation mit DotEmu portierte Nightdive das Spiel 2016 in einer auf Touch-Bedienung optimierten Form auf iOS und Android. Im März 2025 ist das Spiel auf der Xbox Series X, PlayStation 4, PlayStation 5 und Nintendo Switch erschienen.

## Rezeption
Das Spiel erhielt im Schnitt gute Kritiken, wobei deutsche Spielemagazine mehrfach kritischer urteilten als die internationale Presse.

“Ultimately, I Have No Mouth isn’t for everyone. But if you’ve been searching for an adventure that’s both thoughtful and entertaining, and if you’re fond of Ellison’s disturbing fiction, it’s a must.”

„Letztlich ist I Have No Mouth nicht für jeden geeignet. Aber falls man auf der Suche nach einem Adventure ist, das sowohl tiefsinnig als auch unterhaltsam ist, und wenn man die verstörende Fiktion von Ellison mag, dann ist es ein Pflichttitel.“

„Das Gegrummel über solche Pfui-Bäh-Frusterscheinungen hält sich grob mit Neugier die Waage, die von der alle Genre-Klischees sprengenden Handlung genährt wird. Wegen Sackgassen-Gefahr und abgehobener Story ist dieses Programm reiner Profistoff. Ein Ausnahme-Adventure; mit einigem Licht, aber reichlich Schatten.“

Die US-Spielezeitschrift Computer Gaming World zeichnete das Spiel als bestes Adventure-Spiel des Jahres 1996 aus. Bei den Spotlight Awards 1997 auf der Game Developers Conference wurde es in der Kategorie „Best Adaptation of Linear Media“ ausgezeichnet.